# Wołczeck (rejon maniewicki)
Wołczeck (ukr. Вовчецьк) – wieś na Ukrainie, w obwodzie wołyńskim.
Oddalony o około 5 km od Kostiuchnówki Wołczeck znalazł się w dniach 4 lipca – 7 lipca 1916 (bitwa pod Kostiuchnówką) w obszarze walk Legionów Polskich z wojskami rosyjskimi. 
Na cmentarzu znajduje się kwatera legionistów poległych dnia 5 listopada 1915 roku w czasie ataku na Wzgórze Cegielniane.

## Linki zewnętrzne

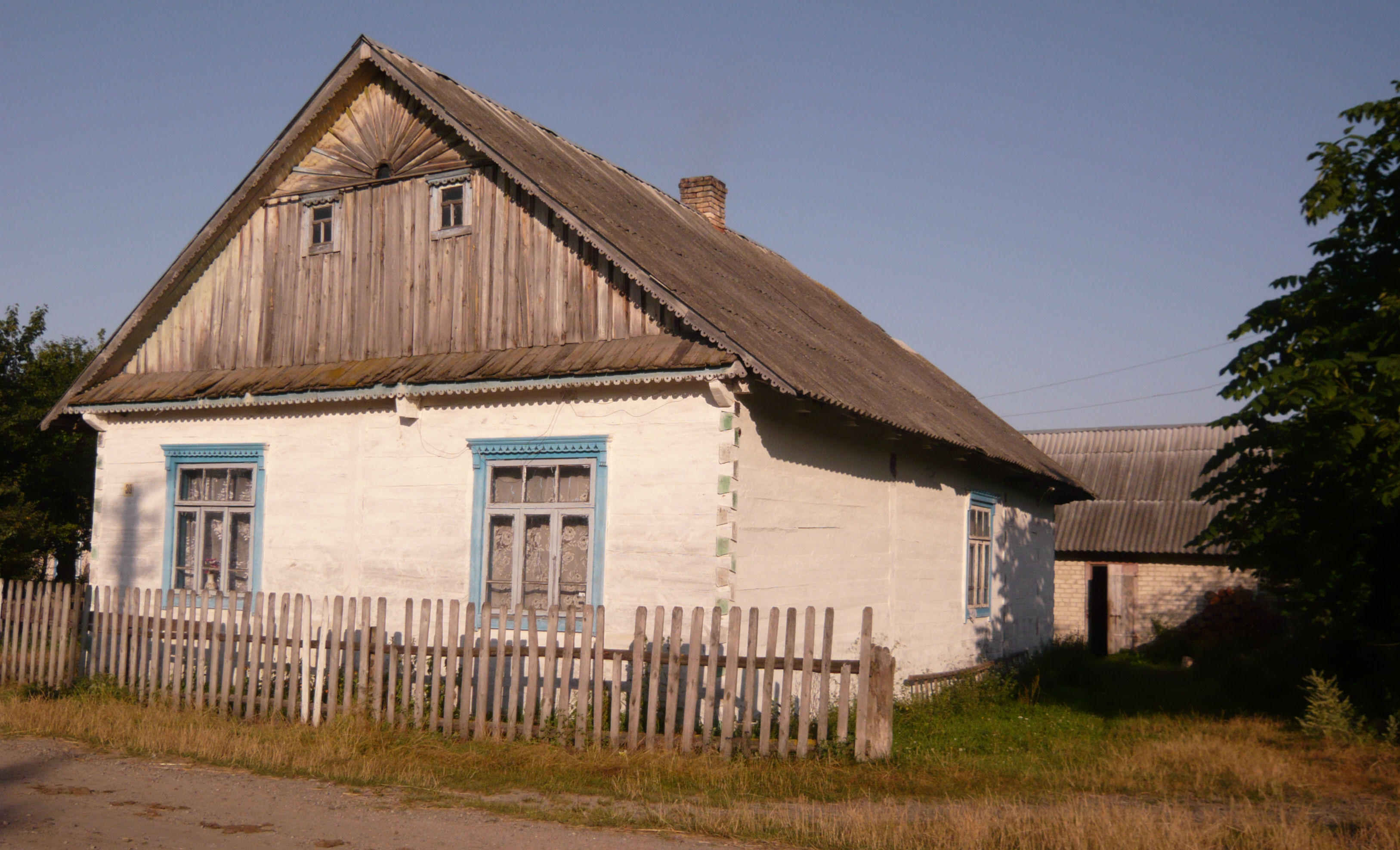
Typowa chata w Wołczecku